# Hoboken (New Jersey)
Hoboken [həʊbəʊkən] ist eine Stadt im Hudson County, New Jersey. Hoboken liegt am Hudson River direkt gegenüber von Manhattan. Das U.S. Census Bureau hat bei der Volkszählung 2020 eine Einwohnerzahl von 60.419 ermittelt.

## Geographie
Nach den Angaben des United States Census Bureau hat die Stadt eine Gesamtfläche von 5,1 km2, wovon 3,3 km2 Land und 1,8 km2 (35,35 %) Wasser sind.

## Geschichte
Hoboken liegt auf einer ehemaligen Insel im Hudson River. Die Insel wurde vor Ankunft der Siedler jahreszeitlich von einem Stamm amerikanischer Ureinwohner mit dem Namen Lenni Lenape als Lagerplatz aufgesucht, bevor sie im 17. Jahrhundert Opfer von Krieg und Vertreibung durch die vordringenden Europäer wurden. Die Ureinwohner bezeichneten dieses Gebiet als „Land der Tabakspfeife“, weil aus dem Speckstein bei Castle Point (Hoboken) Pfeifen gefertigt wurden. Im Jahre 1609 begann die langsame Erschließung des Landes. Damals erforschte der Engländer Henry Hudson den nach ihm benannten Fluss.
Niederländische Siedler und nachfolgende Einwohner schlossen die einstige Insel an das Festland bei New Jersey an. Hoboken ist wie New York (ursprünglich Neu-Amsterdam), Brooklyn (ursprünglich Breukelen) und andere Städte auf dem Gebiet der 1624 durch die Niederländische Westindien-Kompanie gegründeten Kolonie Nieuw Nederland eine niederländische Gründung. Den Namen erhielt sie nach der flämischen Gemeinde Hoboken bei Antwerpen, die heute ein Stadtteil von Antwerpen ist. 1626 hatte die Gesellschaft die 1524 von Giovanni da Verrazzano entdeckte Insel Manhattan (in der Sprache der Ureinwohner „Mana-hatta“) von amerikanischen Ureinwohnern gekauft und im gleichen Jahr den Handelsposten Neu-Amsterdam auf der Südspitze Mana-hattas gründen lassen. Von hier aus wurden gezielt weitere Stadtgründungen durch die Niederländisch-Westindische Gesellschaft betrieben. So kamen 1630 erste Siedler in das nahegelegene Land der Tabakspfeife. Ihr Führer war der holländische Kaufmann Michael Pauw, der das Land in Pavonia, eine latinisierte Version seines Namens, umbenannte.
Die meisten holländischen Neusiedler waren Bauern und eröffneten hier schon in jenen frühen Tagen erste Brauereien.
Für Hobokens wirtschaftlichen Aufstieg in das Industriezeitalter zeichnet der Gouverneur und Revolutionskriegsveteran Colonel John Stevens verantwortlich. Nachdem er Hobokens Namen zunächst in Hobuck amerikanisiert hatte, ließ er nicht nur einen River Walk entlang des Hudson anlegen, sondern eröffnete neben dem Bad Sybil’s Cave (die Sybillinische Grotte) eine Gaststätte und ein Hotel. Daneben legte er den Grundstein für einen großen Park, die Elysian Fields (Elysische Felder), die zum bevorzugten Ausflugsziel der Manhattaner Oberschicht wurden. Um den Verkehr zwischen Manhattan und Hoboken auszubauen, eröffnete Stevens 1811 Amerikas ersten fahrplanmäßigen Dampfschiffdienst zwischen Manhattan und Hoboken. Die Dampftechnik begeisterte ihn so sehr, dass er eine Lokomotive aus England importieren ließ. 1825 lief diese Maschine auf einem kleinen kreisrunden Schienenstrang. Mit ihr begann Amerikas Einstieg in das Eisenbahnwesen.
Im Jahre 1900 hatte Hoboken eine Bevölkerung von 59.000 Einwohnern, 20 Prozent davon waren Deutsche. Die örtliche Wirtschaft wurde sehr stark von Deutschen bestimmt. Hoboken war Ende des 19. Jahrhunderts die wichtigste Anlegestelle im New Yorker Hafen für die Linienschifffahrt mit Europa. Norddeutscher Lloyd, Hamburg-Amerikanische Packetfahrt-Actien-Gesellschaft (Hamburg-Amerika Linie, Hapag), Scandinavian America Line und die Holland-America Line liefen den Hafen an, wobei die Verbindungen hauptsächlich von Einwanderern aus Europa genutzt wurden.
Bei einem Großbrand am 30. Juni 1900 wurden die Piers des NDL und der Scandinavian America Line, sowie drei Linienschiffe zerstört. Allein auf den NDL-Schiffen starben 147 Seeleute und Angestellte, die ganze Katastrophe forderte wahrscheinlich mehr als dreihundert Todesopfer. Gleich nach dem Brand wurden neue, wesentlich größere Gebäude und weitere Anlegestellen für deutsche Schiffe errichtet. Am Morgen des 7. August 1905 brach erneut ein Feuer aus, diesmal an Bord der Fähre Hopatcong. Dieses Feuer zerstörte die alten hölzernen Gebäude an der Pier für Fähren sowie den Bahnhof. Der noch heute existierende Große Lackawanna-Bahnhof sowie neue An- und Abfahrtsgebäude für die Fähren wurden aus diesem Grund errichtet und am 25. Februar 1907 wiedereröffnet. Es war der vierte Bahnhof an dieser Stelle, alle seine Vorgänger waren von Feuer vernichtet worden. 1908 mündete hier auch der als technische Meisterleistung gefeierte Tunnel, der von Manhattan unter den Hudson hierher geführt worden war. Der wie ein italienischer Kirchturm anmutende Bahnhofsturm, der die Höhe eines Leuchtturms hatte, wurde 1948 nach Sturmschäden abgebrochen, aber 2007 bei Renovationsarbeiten am Bahnhof wieder errichtet.

## Demografie
Nach der Volkszählung von 2010 gibt es 50.005 Menschen. Im Jahr 2000 gab es 19.418 Haushalte und 6.835 Familien in der Stadt. Die Bevölkerungsdichte betrug 11.636,5 Einwohner pro km2. 80,82 % der Bevölkerung sind Weiße, 4,26 % Afroamerikaner, 0,16 % amerikanische Ureinwohner, 4,31 % Asiaten, 0,05 % pazifische Insulaner, 7,63 % anderer Herkunft und 2,78 % Mischlinge. 20,18 % sind Latinos unterschiedlicher Abstammung.
Von den 19.418 Haushalten haben 11,4 % Kinder unter 18 Jahre. 23,8 % davon sind verheiratete, zusammenlebende Paare, 9,0 % sind alleinerziehende Mütter, 64,8 % sind keine Familien, 41,8 % bestehen aus Singlehaushalten und in 8,0 % Menschen sind älter als 65. Die Durchschnittshaushaltsgröße beträgt 1,92, die Durchschnittsfamiliegröße 2,73.
10,5 % der Bevölkerung sind unter 18 Jahre alt, 15,3 % zwischen 18 und 24, 51,7 % zwischen 25 und 44, 13,5 % zwischen 45 und 64, 9,0 % älter als 65. Das Durchschnittsalter beträgt 30 Jahre. Das Verhältnis Frauen zu Männer beträgt 100:103,9, für Menschen älter als 18 Jahre beträgt das Verhältnis 100:103,9.
Das jährliche Durchschnittseinkommen der Haushalte betrug 62.550 USD, das Durchschnittseinkommen der Familien 67.500 USD. Männer haben ein Durchschnittseinkommen von 54.870 USD, Frauen 46.826 USD. Das Prokopfeinkommen der Stadt beträgt 43.195 USD. 11,0 % der Bevölkerung und 10,0 % der Familien leben unterhalb der Armutsgrenze, davon sind 23,6 % Kinder oder Jugendliche jünger als 18 Jahre, und 20,7 % der Menschen sind älter als 65.

## Verkehr

### Schienenverkehr

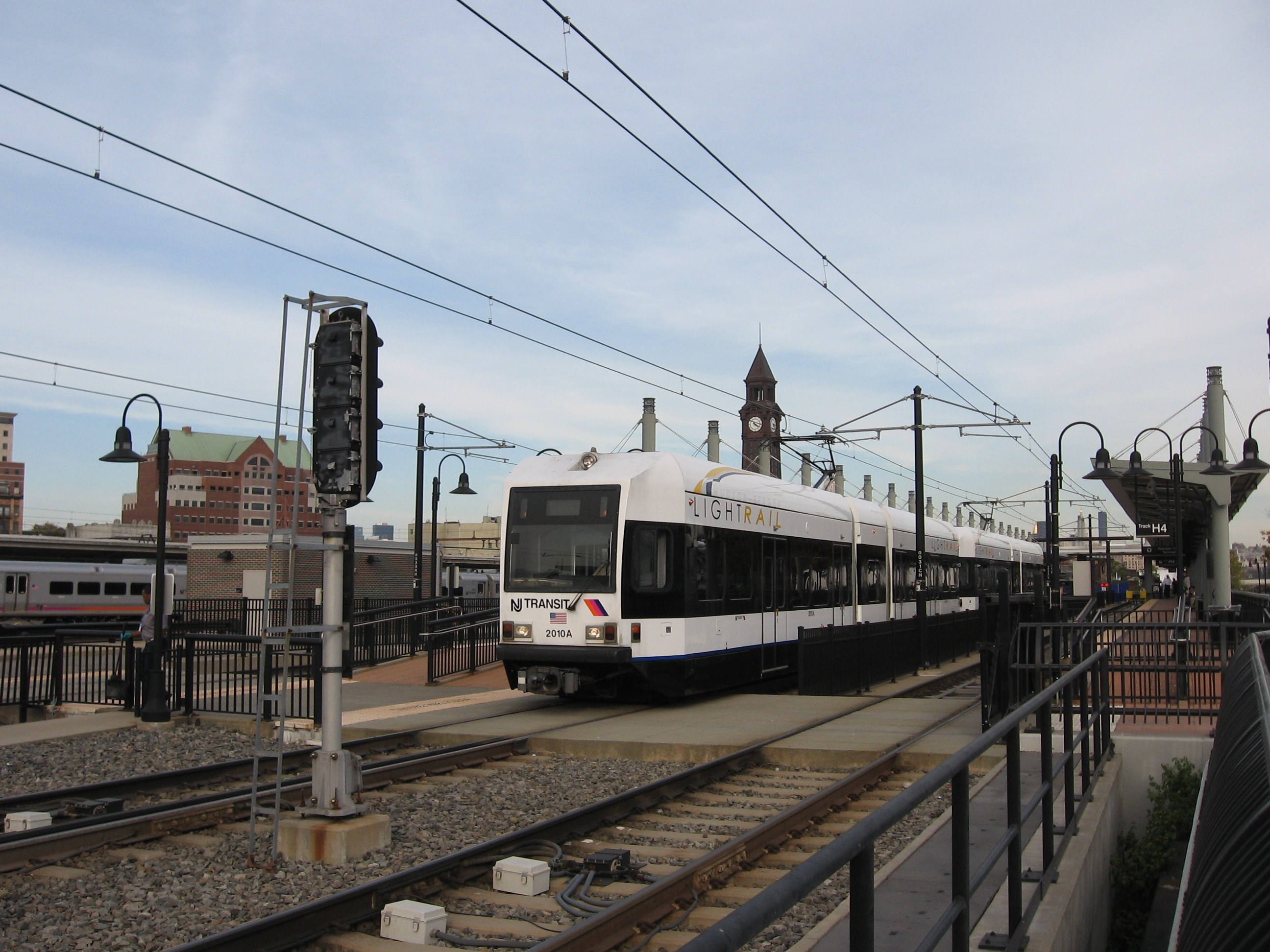
Ein Zug der Hudson-Bergen Light Rail verlässt Hoboken Terminal

Das Hoboken Terminal ist ein Knotenpunkt für den Schienenverkehr zwischen New Jersey und Manhattan. Außerdem ist der Bahnhof Endpunkt zahlreicher Nahverkehrszüge der New Jersey Transit.
Seit 26. Februar 1908 verkehren U-Bahnen der Port Authority Trans-Hudson nach New York City (bis Ende der fünfziger Jahre Hudson and Manhattan Railroad).
Am 20. April 2000 wurde der erste Streckenabschnitt der Hudson-Bergen Light Rail in Jersey City eröffnet; diese Stadtbahn führt nach Bayonne und zur Weehawken Township.

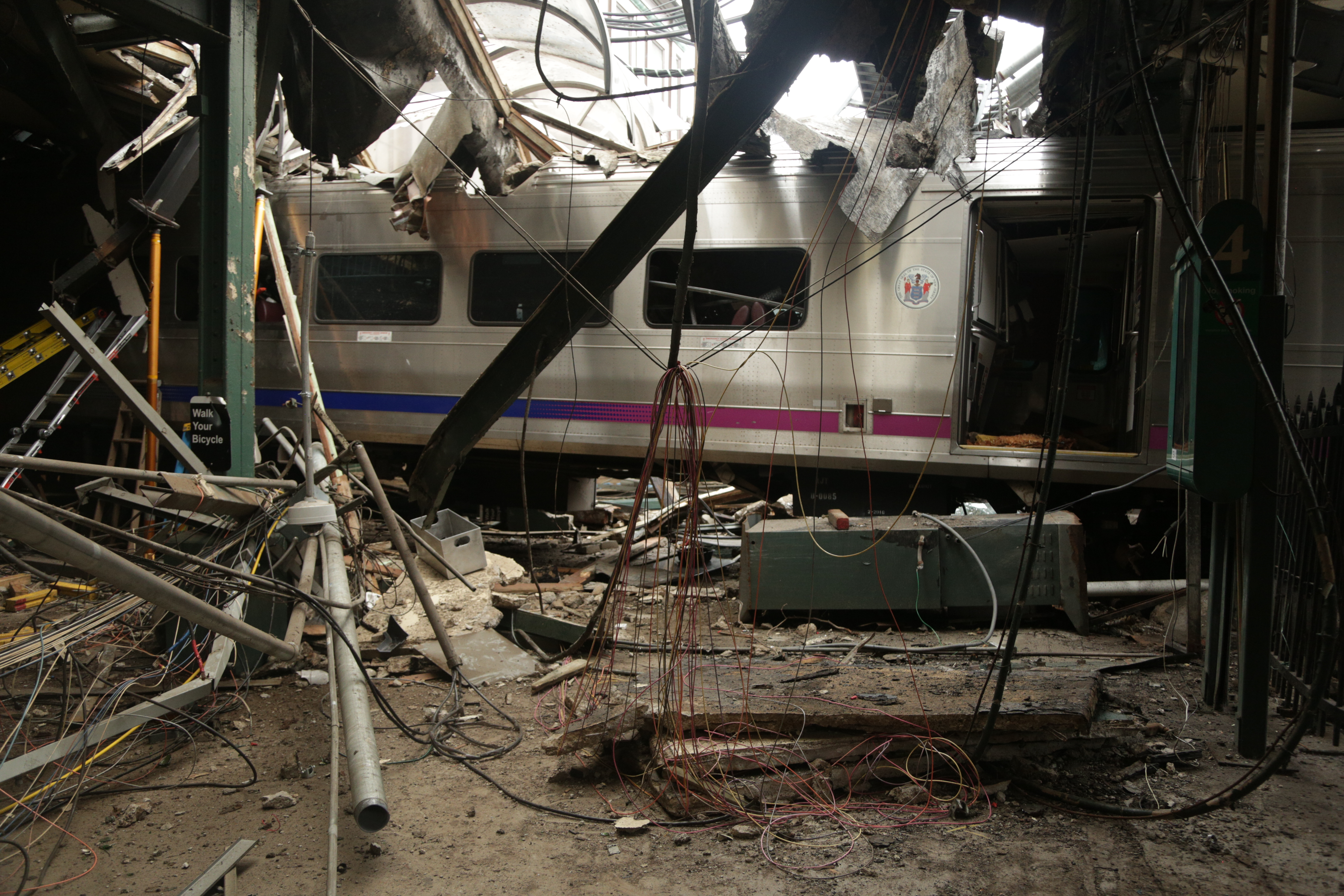
Unfallzug am 1. Oktober 2016

Am 29. September 2016 fuhr zur morgendlichen Hauptverkehrszeit ein aus Spring Valley kommender Nahverkehrszug der Pascack Valley Line praktisch ungebremst in den Kopfbahnhof Hoboken Terminal ein, durchbrach den Prellbock und kam erst an einer Wand zum Stehen. Dabei stürzte ein Teil des Bahnhofsdaches ein. Eine Person starb, über 100 wurden verletzt.

### Schifffahrt
Hoboken hat zwei Anlegestellen für Fährlinien am Hudson River. Die dort regelmäßig verkehrenden Fähren verbinden den Ort mit Manhattan.

## Persönlichkeiten

### Söhne und Töchter der Stadt
- Kathleen Honora Greatorex (1851–1942), Malerin und Illustratorin
- Howard Hathaway Aiken (1900–1973), Computerpionier
- Michael Chang (* 1972), Profi-Tennisspieler
- Frank Connell (1909–2002), Radrennfahrer
- Pietro di Donato (1911–1992), Schriftsteller
- John Grefe (1947–2013), Schachspieler und -autor
- Alfred Charles Kinsey (1894–1956), Sexualforscher
- Alfred Kroeber (1876–1960), Anthropologe
- Dorothea Lange (1895–1965), Fotografin
- Gordon Liddy (1930–2021), Watergate-Mitverschwörer und Moderator einer Radio-Talkshow
- Otto Maigler (1893–1967), Bergwerksingenieur und Unternehmer
- Charles Norris (1867–1935), Gerichtsmediziner und Pionier der forensischen Toxikologie
- Keturah Orji (* 1996), Leichtathletin
- Joe Pantoliano (* 1951), Schauspieler
- Chris Peluso (1985–2023), Schauspieler und Sänger
- Laura San Giacomo (* 1962), Schauspielerin
- Frank Sinatra (1915–1998), Sänger
- Robert Livingston Stevens (1787–1856), Ingenieur und Konstrukteur
- Alfred Stieglitz (1864–1946), Fotograf
- Jennifer Taylor (* 1972), Schauspielerin
- Donna Weinbrecht (* 1965), Freestyle-Skierin und Olympiasiegerin
- Pia Zadora (* 1954), Schauspielerin

### Berühmte Einwohner
- Ottilie Assing (1819–1884), Journalistin, politische Aktivistin des Abolitionismus
- Alexander Calder (1898–1976), Bildhauer und Künstler
- Stephen Foster (1826–1864), Liedermacher
- Willem de Kooning (1904–1997), Maler
- Franz Georg Himpler (1833–1916), Architekt
- Hans Kudlich (1823–1917), Arzt und Politiker
- Daniel Pinkwater (* 1941), National-Public-Radio-Moderator
- Yo La Tengo, Musikgruppe
- Eli Manning (* 1981), Quarterback der NY-Giants
- Tim Tebow (* 1987), Quarterback der NY-Jets

## Belege
1. ↑  www.hobokennj.gov. (abgerufen am 3. April 2023).
2. ↑  U.S. Census Bureau QuickFacts: Hoboken city, New Jersey. Abgerufen am 9. Januar 2023 (englisch).
3. ↑  Hoboken Piers Headhouse, River Street at Hudson River, Hoboken (Memento vom 6. Januar 2014 im Internet Archive) (PDF; 536 kB), Historic American Engineering Record, HAER No. NJ-63
4. ↑  Maggie Blanck: Hoboken Pier Fire, June 30, 1900, im Abschnitt mit dem Kommentar von Larry Von Holland (englisch)
5. ↑  NJ - Hoboken: Erie Lackawanna Terminal Clock Tower
6. ↑  Stefan Vockerodt: Manhattan gegenüber Bahnen und Bahnhöfe am Westufer des Hudson gestern und heute. In: EisenbahnGeschichte Spezial 1: Eisenbahnen in New York (2013). ISBN 978-3-937189-77-2, S. 20–31.
7. ↑  Stefan Vockerodt, Wolfgang Klee: Die PATH. In: EisenbahnGeschichte Spezial 1: Eisenbahnen in New York (2013). ISBN 978-3-937189-77-2, S. 32.
8. ↑  Wolfgang Klee: Neue Wege auf alten Trassen Die Hudson-Bergen Light Rail. In: EisenbahnGeschichte Spezial 1: Eisenbahnen in New York (2013). ISBN 978-3-937189-77-2, S. 48–49.